# Мелисса лекарственная
Мелисса́ лека́рственная (лат. Melissa officinalis) — многолетнее эфиромасличное травянистое растение(успокоительная), вид рода Мелисса (Melissa) семейства Яснотковые (Lamiaceae).
Мелисса лекарственная более 2000 лет успешно используется в народной и научной медицине многих стран мира. Впервые мелисса была описана в сочинении Теофраста «Historia plantarum» (др.-греч. Περὶ φυτῶν ἱστορίας).

## Название
Видовой латинский эпитет officinalis (лекарственный) подчёркивает лечебные свойства данного растения.
Народные названия — лимонная мята, лимонная трава, лимонный бальзам, мяточник, медовка, роевик, пчельник.
Часто растение упоминается под другим русским названием — лимонная мята. Такое название не вполне корректно, так как Мята (Mentha) — это другой род растений того же семейства.
За мелиссу лекарственную часто ошибочно принимают другие близкие растения семейства Яснотковые (Lamiaceae) — Котовник кошачий (Nepeta cataria) и Змееголовник молдавский (Dracocephalum moldavica).

## Таксономия
Melissa officinalis L., 1753, Species Plantarum 2: 592.

### Синонимы
- Faucibarba officinalis (L.) Dulac
- Melissa altissima Sm.
- Melissa bicornis Klokov
- Melissa cordifolia Pers.
- Melissa corsica Benth.
- Melissa foliosa Opiz ex Rchb.
- Melissa graveolens Host
- Melissa hirsuta Hornem.
- Melissa occidentalis Raf. ex Benth.
- Melissa romana Mill.
- Melissa taurica Benth.
- Mutelia officinalis (L.) Gren. ex Mutel
- Thymus melissa E.H.L.Krause

### Подвиды
Melissa officinalis subsp. inodora (Bornm.) Bornm., 1914, Beihefte zum Botanischen Centralblatt 31(2): 250. [syn.  Melissa inodora Bornm. (non Hassk.), 1898, Verh. K.K. Zool.-Bot. Ges. Wien 48: 617. nom. illeg.]

## Распространение и экология
В диком виде мелисса распространена в Центральной и Южной Европе, на Балканах, в Иране, Северной Африке, Северной Америке, а также на Украине, Кавказе и в Средней Азии. Мелиссу культивировали в дореволюционной России и СССР. В настоящее время мелисса лекарственная культивируется во многих странах, в том числе в России (Краснодарский край, Самарская область), в Литве. Распространены два сорта мелиссы: Эрфуртская прямостоячая и Кведлинбургская стелющаяся.
Мелисса лекарственная растёт по опушкам лесов, лесным оврагам, тенистым ущельям, предпочитает глинистые и суглинистые почвы с достаточным увлажнением. По другим источникам, мелисса предпочитает суглинистые и супесчаные, богатые перегноем почвы, тяжёлые, слишком кислые почвы для данного растения совершенно непригодны. Рекомендуемый рН почвы от 4,5 до 7,8. На слишком увлажнённых участках растение поражается грибковыми болезнями и погибает. Мелисса может расти и в тенистых местах, но при этом снижается урожайность, а растение становится менее душистым. В некоторых странах её ареал достигает высоты 1000 м над уровнем моря. Растение цветёт в июне-августе, плоды созревают в августе-сентябре.
Мелисса лекарственная размножается семенами, делением куста, отводками, корневыми черенками. Семена не требуют стратификации, их высевают непосредственно в грунт или выращивают рассаду. При семенном размножении в первый год мелисса лекарственная обычно не цветёт.

## Ботаническое описание

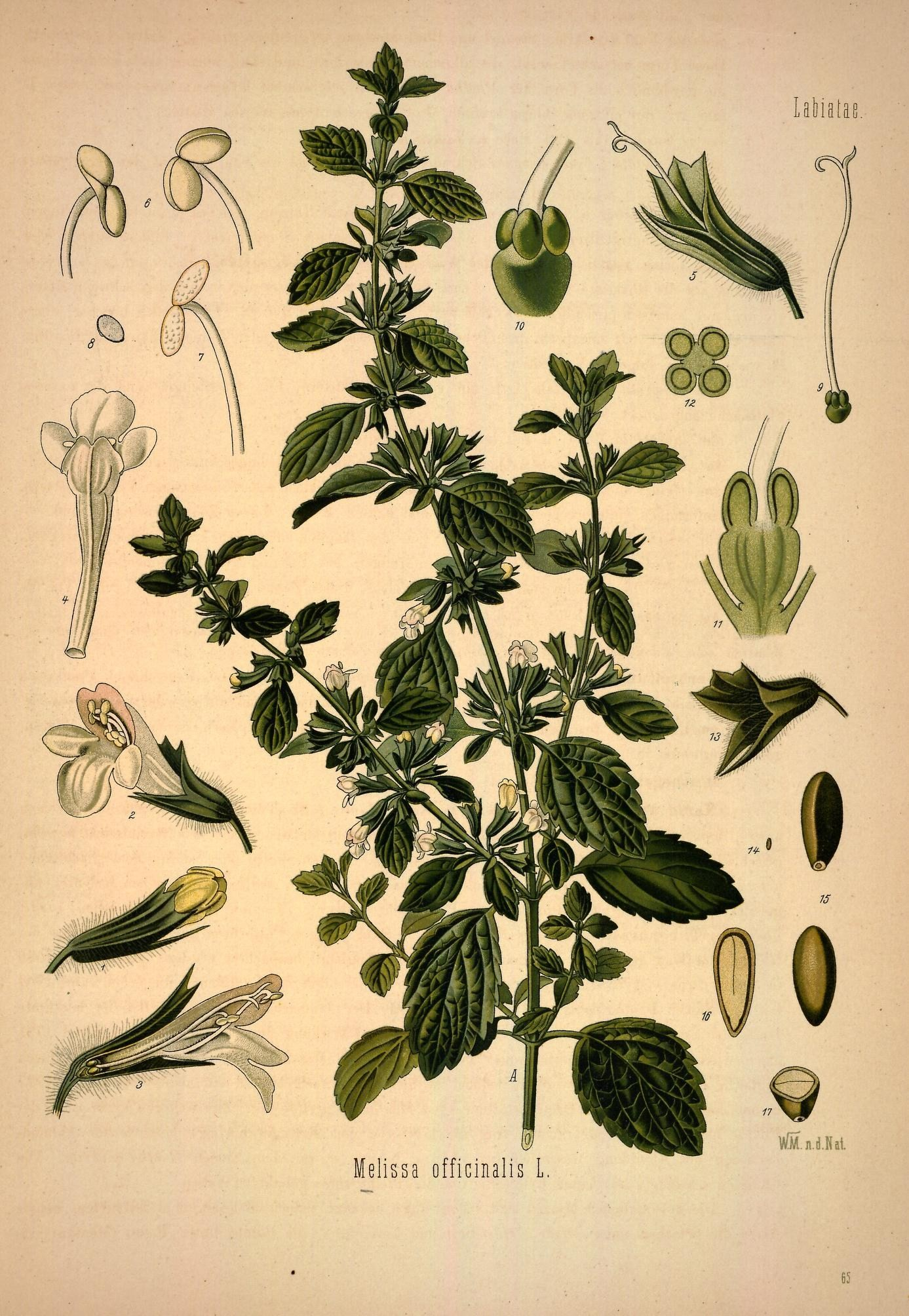

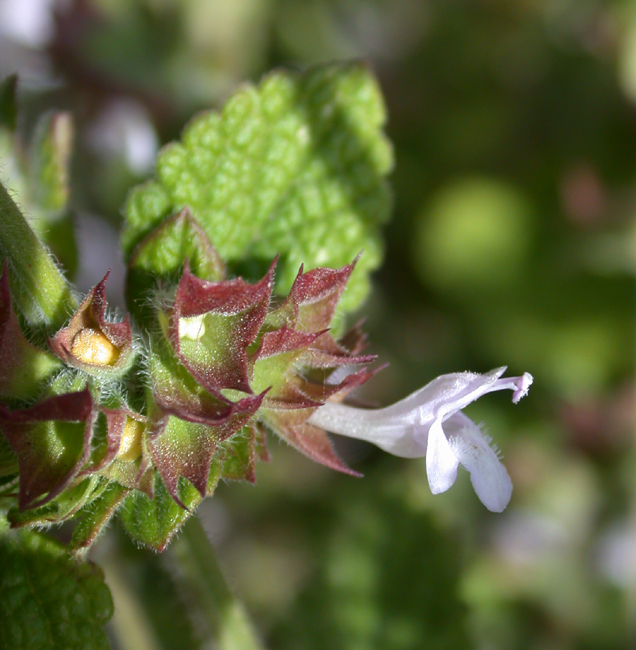
Соцветие

Многолетнее растение высотой 30—120 см.
Корневище сильно ветвится.
Стебель разветвлённый, четырёхгранный, опушённый короткими волосками с примесью желёзок или почти голый.
Листья супротивные, черешковые, яйцевидные до закруглённо-ромбических, городчато-пильчатые, опушённые.
Цветки собраны в ложные кольца по 6—12; чашечка с нижними шиловидными зубцами, длинноволосистая и желёзистая; венчик синевато-белый или бледно-лиловый. Четыре тычинки, пестик с четырёхраздельной верхней завязью и длинным столбиком.
Плод — крупный, состоит из четырёх орешков яйцевидной формы, чёрного цвета, блестящий. Масса 1000 семян — в среднем 0,62 г. Семена сохраняют всхожесть 2-3 года.
Цветёт в июне—августе. Плоды созревают в августе—сентябре.
Мелисса менее зимостойка, чем котовник кошачий. Поскольку мелиссу и котовник часто путают, важно обратить внимание на внешние отличия. Котовник образует на концах ветвей верхушечные соцветия, а у мелиссы они отсутствуют. Цветки у неё располагаются мутовками в пазухах листьев верхней части стебля. Листья мелиссы светлые, ярко-зелёные, а у котовника они имеют матово-сероватый оттенок.

## Растительное сырьё
Используют цветущую, надземную массу мелиссы как пряноароматическое и лекарственное растение.

### Химический состав

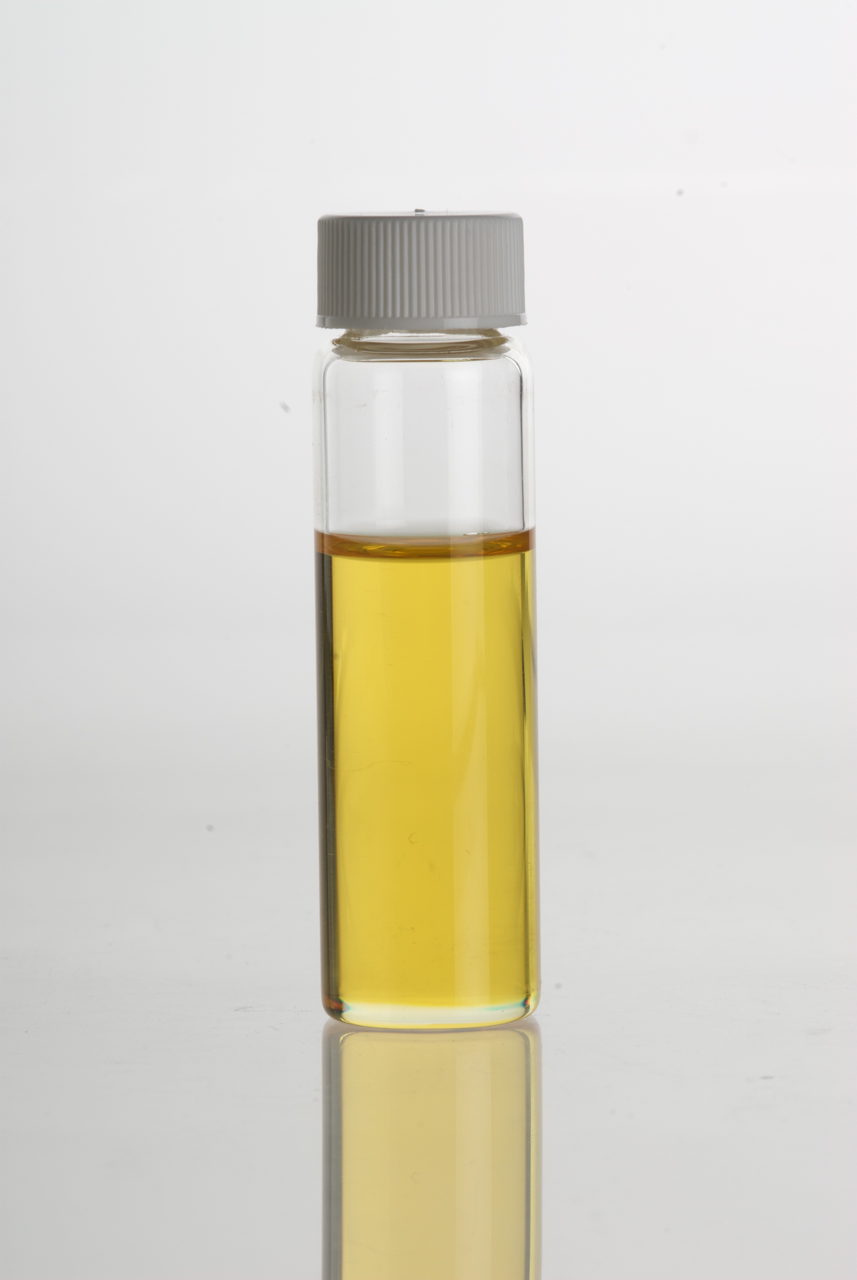
Эфирное масло из мелиссы

Содержание эфирного масла (ведущая группа биологически активных соединений) в надземных органах растения колеблется в пределах от 0,02 до 0,2 % и лишь в некоторых случаях достигает 0,8 %, причём количество масла определяется географическими и климатическими факторами. По данным чешских учёных, содержание эфирного масла в траве в верхней трети составляет 0,13 %, в верхней и нижней трети при совместном определении 0,08 %, во всей массе травы 0,06 %. Соответственно в листьях тех же образцов диапазон колебания эфирного масла составил 0,39-0,44 %.
Наиболее характерными компонентами эфирного масла являются монотерпены — цитраль (гераниаль + нераль), гераниол, нерол, цитронеллол, цитронеллаль. Эфирное масло мелиссы содержит также линалоол, геранилацетат, мирцен, пара-цимол, β-кариофилленоксид, β-кариофиллен и др. терпеноиды, причём в общей сложности выделено и описано более 200 соединений, входящих в состав эфирного масла, из которых за приятный, напоминающий лимонный запах отвечают нераль и гераниаль. По мнению профессора Н. Wagner’a (Мюнхен), их соотношение (3:4), а также наличие 6-метил-5-гептен-2-она являются критериями идентификации мелиссового масла. Другие авторы выделяют ещё один специфический компонент — β-кариофиллен.
Второй группой БАС являются фенилпропаноиды, среди которых наиболее характерной является розмариновая кислота. Фенилпропаноиды представлены также этиловым эфиром розмариновой кислоты, кофейной кислотой, хлорогеновой кислотой, пара-кумаровой кислотой, феруловой и синаповой кислотами. Методом высокоэффективной жидкостной хроматографии установлено, что содержание розмариновой кислоты в листьях мелиссы составляет от 0,54 до 1,79 %.
Среди фенольных веществ вклад в антиоксидантную активность могут вносить флавоноиды — апигенин, космосиин, лютеолин, цинарозид, а также рамноцитрин (7-метоксикемпферол) и изокверцитрин (3-глюкозид кверцетина), рамназин (3,7 диметоксикемпферол). Кроме того, в сырье содержатся фенолкарбоновые кислоты — гентизиновая, салициловая, пара-гидроксибензойная, ванилиновая, сиреневая, протокатеховая кислоты, а также дубильные вещества и кумарины.
Среди стеринов в растении обнаружен даукостерин, а из сапонинов — урсоловая кислота. Витамины представлены следующими соединениями: В1, В2, С, β-каротин. В растении содержатся макроэлементы (калий, кальций, магний, железо) и микроэлементы (марганец, медь, цинк, молибден, хром, селен, никель, ванадий).
Сырьё, предназначенное для получения эфирного масла, перерабатывают в свежем состоянии вместе со стеблями.

### Фармакологические свойства
Седативное средство, обладающее анксиолитическими, антидепрессивными, спазмолитическими, иммуномодулирующими, противовирусными, антиаллергическими и антимикробными свойствами. Широкий спектр терапевтического действия препаратов мелиссы лекарственной обусловлен содержанием различных биологически активных веществ: выраженный седативный эффект описан для цитронеллаля, а спазмолитические свойства — для гераниола и цитронеллола. Фенилпропаноиды (розмариновая, кофейная, хлорогеновая и другие гидроксикоричные кислоты) следует рассматривать как БАС, ответственные за противовирусные, иммуномодулирующие, антигистаминные, антиоксидантные и антимикробные свойства субстанций данного растения.
Растение рекомендуют как противорвотное для беременных, мочегонное и средство, повышающее аппетит.

## Значение и применение

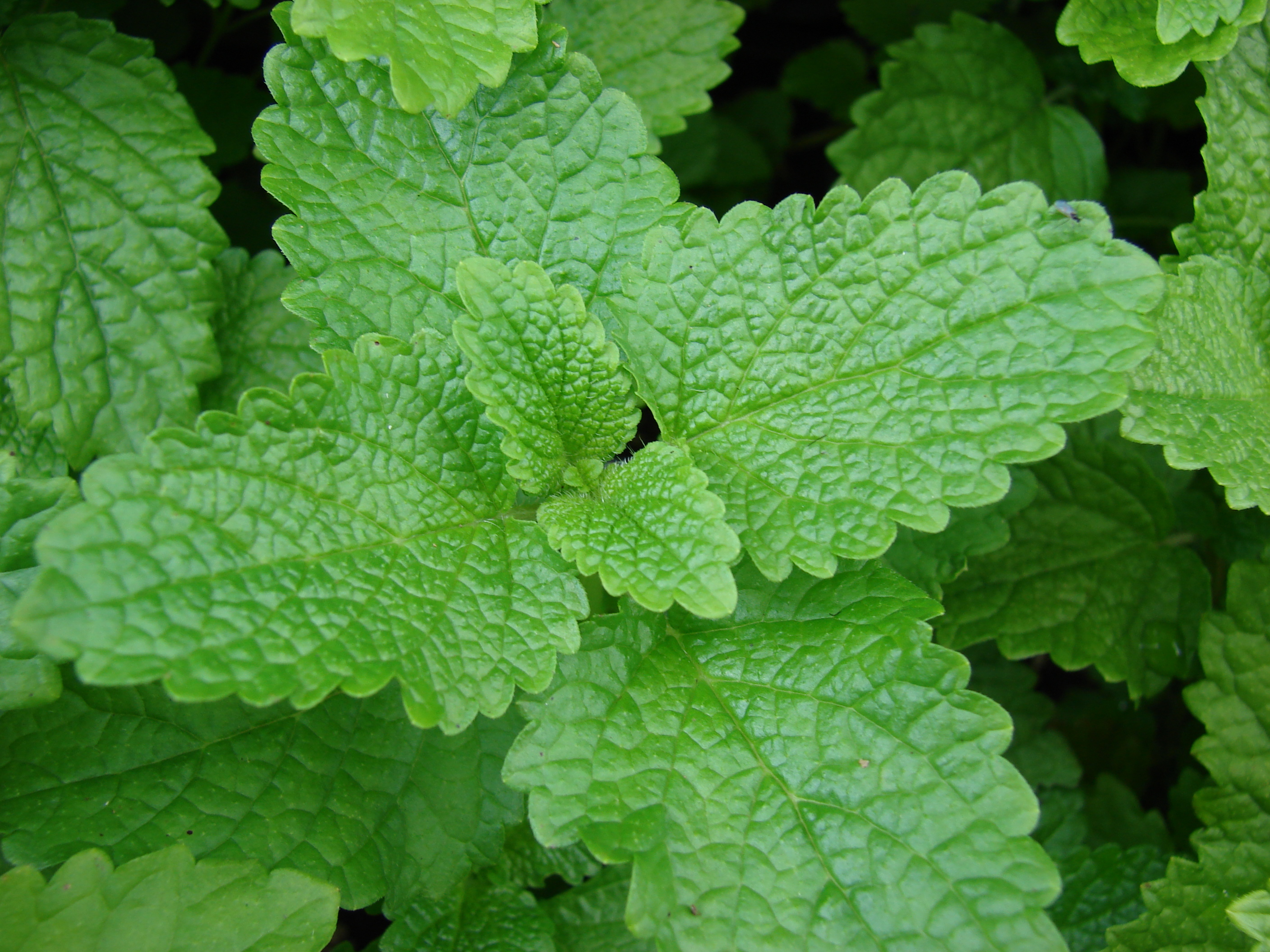
Листья мелиссы

Ценный медонос, во время цветения даёт много нектара. Мёд отличается приятным ароматом и вкусом, относится к лучшим сортам. Один гектар выделяет 150 кг нектара. Растение издает сильный лимонный запах, который успокаивающе действует на пчёл. Пчеловоды им натирают руки, роевни, инвентарь.

### Применение в кулинарии
Листья и молодые побеги мелиссы, срезанные до цветения, используют в качестве пряности с пряным, освежающим лимонным привкусом в европейской и американской кулинариях. В свежем или сушёном виде листья добавляют как пряную приправу к салатам, тёртому сыру, супам, дичи, рыбным блюдам, грибам, а также для отдушки чая, уксуса, ликёров и напитков, при засолке огурцов и помидоров. В Дании мелиссу применяют для консервирования мяса. Для сохранения ароматического букета не рекомендуется её кипятить.

### Исторические сведения
Плиний Старший (24—79 г. до н. э.) в «Naturalis historia» и Педаний Диоскорид в «Materia medica» дают первые терапевтические рекомендации по применению травы при укусах насекомых, болях в животе, женских болезнях, воспалениях, запорах и ревматических заболеваниях.
В «Каноне врачебной науки» почти 1000 лет назад Авиценна (980—1037) указывал на лечебные свойства этого растения, его способность «помогать при закупорках мозга». Авиценна называл мелиссу «усладой сердца», он считал, что она «делает сердце счастливым и укрепляет дух, прогоняет тёмные мысли и балансирует „чёрную тоску“, способствует пищеварению и помогает от икоты».
В средневековой Европе мелисса была одним из наиболее популярных растений. В XI в. французский учёный и врач Одо из Мёна в поэме «О свойствах трав» описывал целебные свойства мелиссы так: «И при укусах различных немедля трава помогает, если тотчас же укус покрывается тёртой травою. Если же отвар из травы выпивается вовсе зелёным, дизентерийным больным и больным животом помогает. Он же при астме хорош и одышкой страдающих лечит, язвы отвар очищает, суставам несёт облегчение. С солью траву наложить — исцеляет собачьи укусы».
Высоко ценил мелиссу Парацельс (1493—1541), который приравнивал свойства мелиссы по силе действия к золоту и считал это растение лучшим из всего, что «рождает земля для сердца».

### Применение в медицине

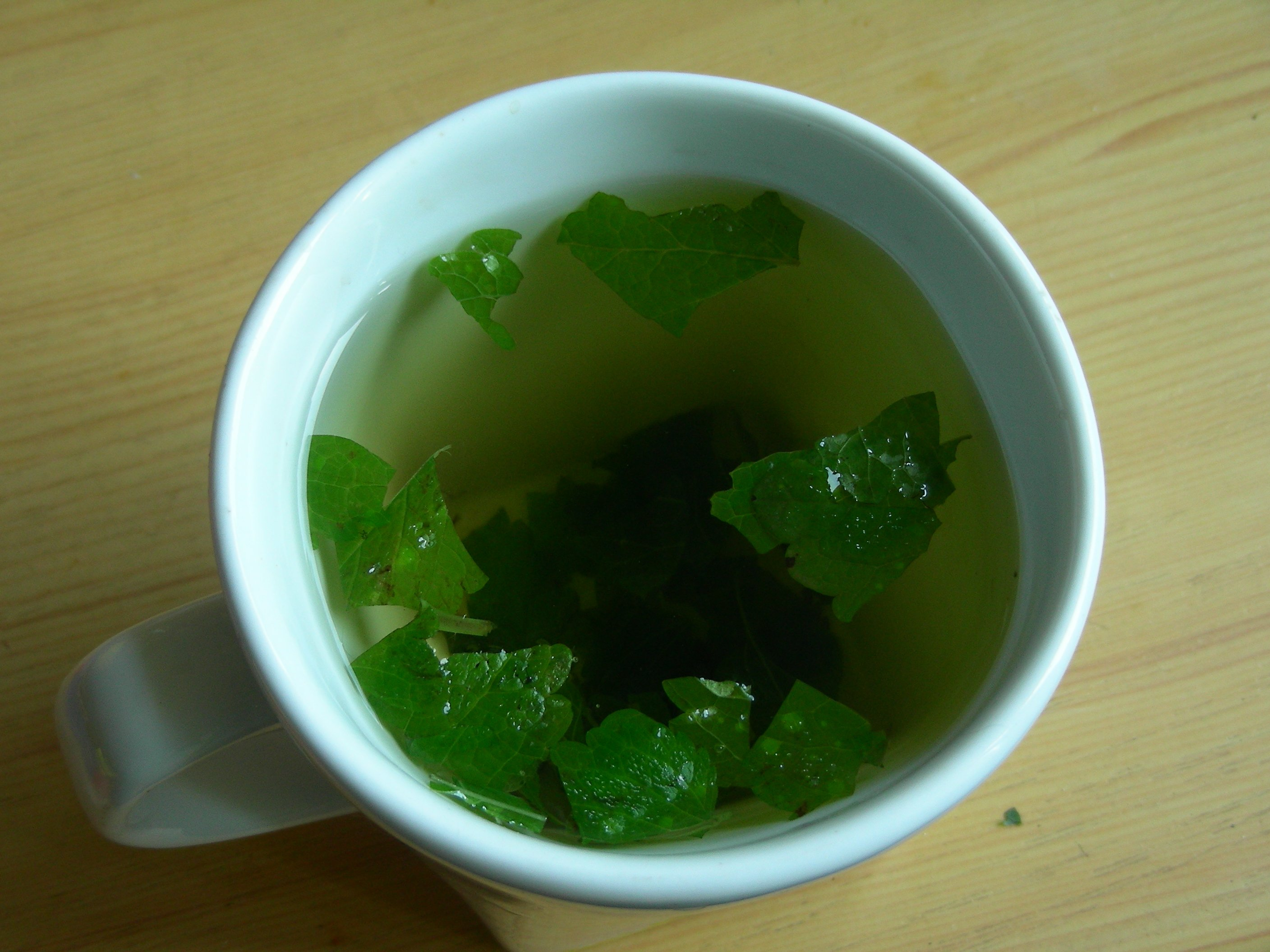
Чай из мелиссы

Показаниями к применению препаратов травы мелиссы лекарственной являются: неврозы, мягкая форма артериальной гипертензии, легкие формы ишемической болезни сердца, тахиаритмии, острые и хронические желудочно-кишечные заболевания, дискинезии, дисбактериоз, ферментопатии, метеоризм; острые и хронические воспалительные заболевания органов дыхания (бактериального и вирусного генеза); экзема, дерматиты, сопровождающиеся зуд трофические язвы, нарушения менструального цикла, климактерические расстройства, токсикозы беременности; иммунодефицитные состояния.
Детям, особенно в дошкольном и школьном возрасте, в отличие от взрослых показан сравнительно ограниченный набор растений, к числу этих растений относится и мелисса лекарственная, которая рекомендуется для лечения детских неврозов, артериальной гипертензии, ревматизма, для фитотерапии детей с пороками сердца, для лечения хронических гастритов, холециститов, пиелонефритов, сахарного диабета и ожирения.
В фармацевтической промышленности из мелиссы готовят галеновые препараты в виде лекарственных чаев, ароматических вод, отваров, лекарств и для получения эфирного масла, которое высоко ценится в парфюмерии, химико-фармацевтической, ликёро-водочной и пищевой промышленностях. Масло и листья, а также молодые побеги используются равноценно. В Российской Федерации наиболее известны настой (из травы и фильтр-пакетов), а также зарубежные препараты: «Ново-пассит», «Персен», «Нервофлукс» и др.
Мелисса широко применяется как спазмолитическое средство, регулирующее работу пищеварительного тракта, особенно при метеоризме, как болеутоляющее. Рекомендуется при мигрени, бессоннице, болезненных менструациях, кожных сыпях. Наружно — в виде припарок и компрессов для лечения фурункулов и полоскания при воспалении дёсен.
В народной медицине листья и верхушки побегов с цветками употребляли внутрь при тахикардии, гипертонической болезни, бронхиальной астме, невралгиях, мигрени, бессоннице, анемии, меланхолии, при перевозбуждении половой функции, альгоменорее и болезненных менструациях, как слабительное и потогонное, при холецистите, атеросклерозе, желчнокаменной болезни, для усиления лактации. В старину в литовских сёлах настой мелиссы с майораном применяли для улучшения памяти. Листья и верхушки побегов применяли наружно при зубной боли, ревматизме, ушибах и язвах.

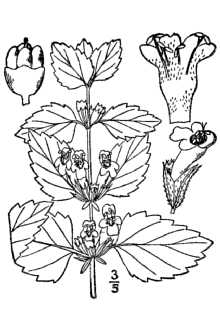
Эскиз листьев и цветов
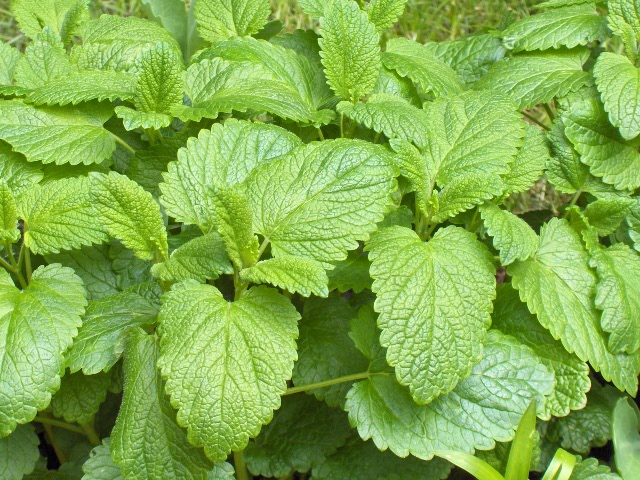
Листья мелисы
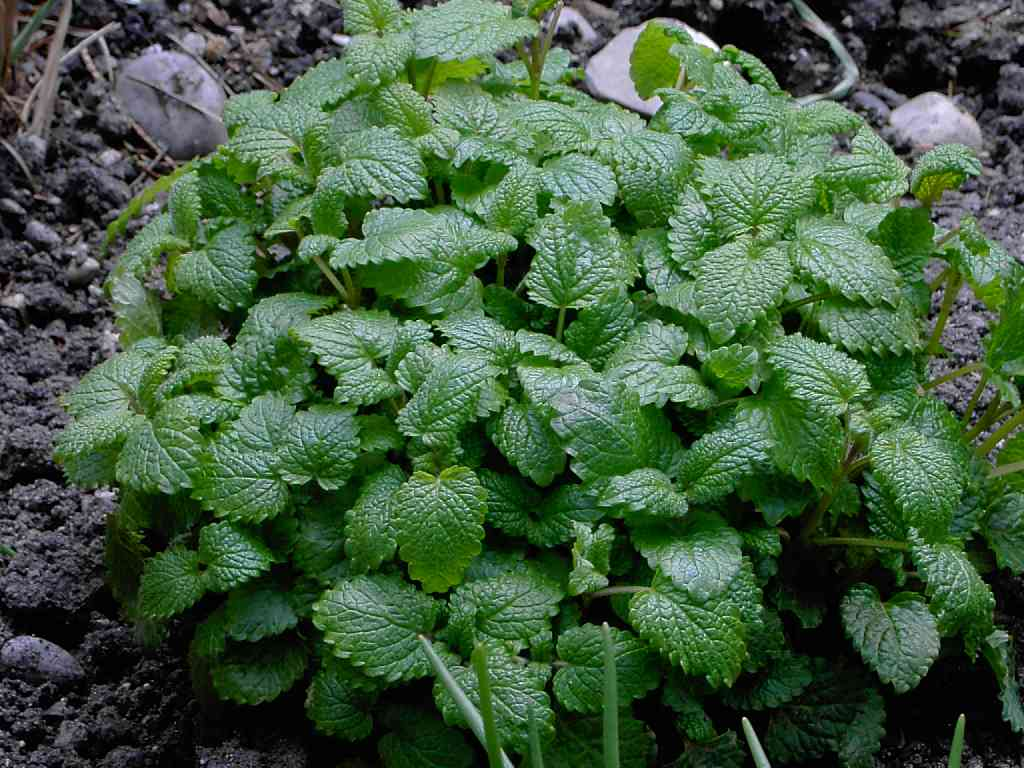
Листья мелисы
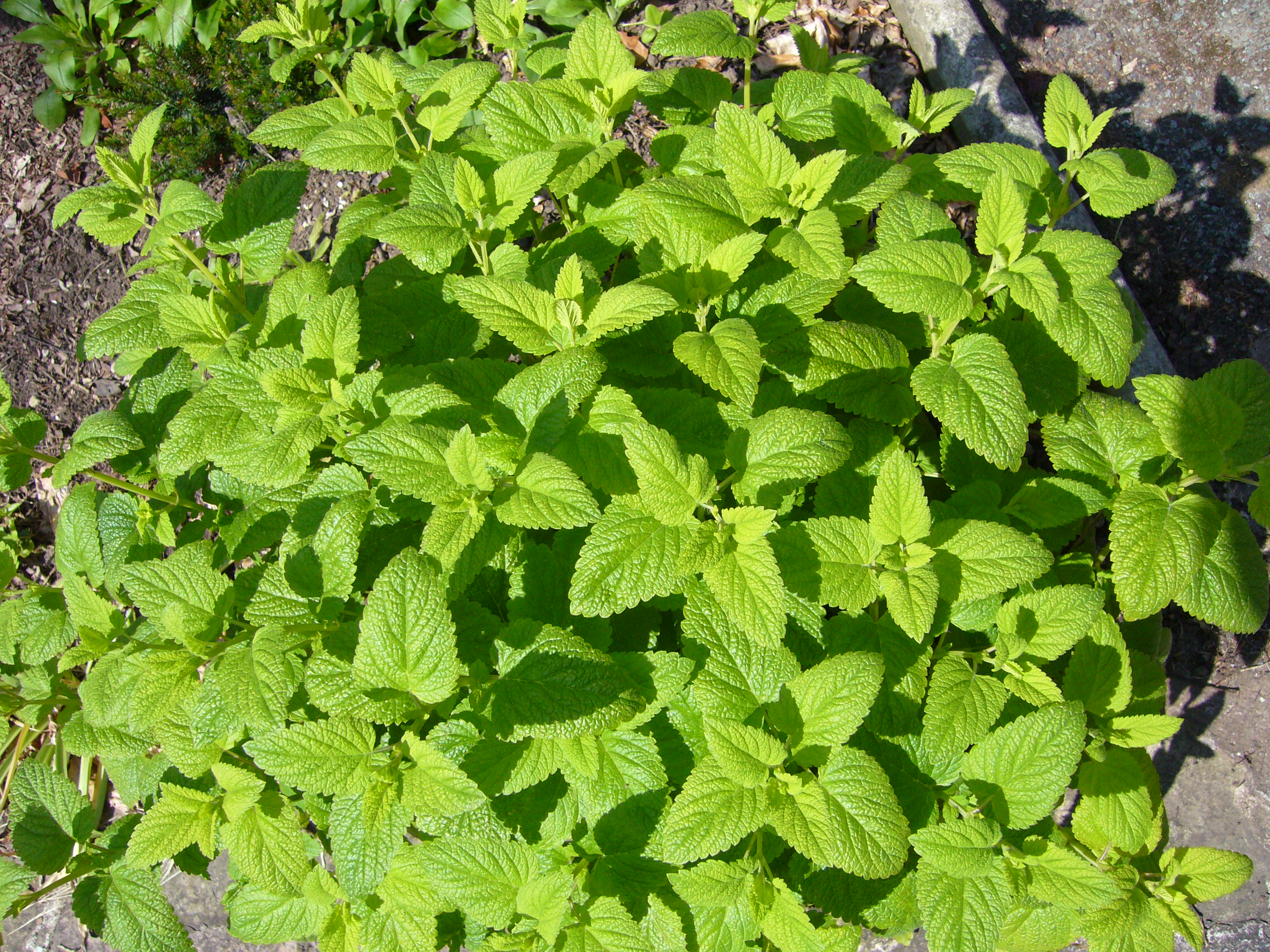
Листья мелисы
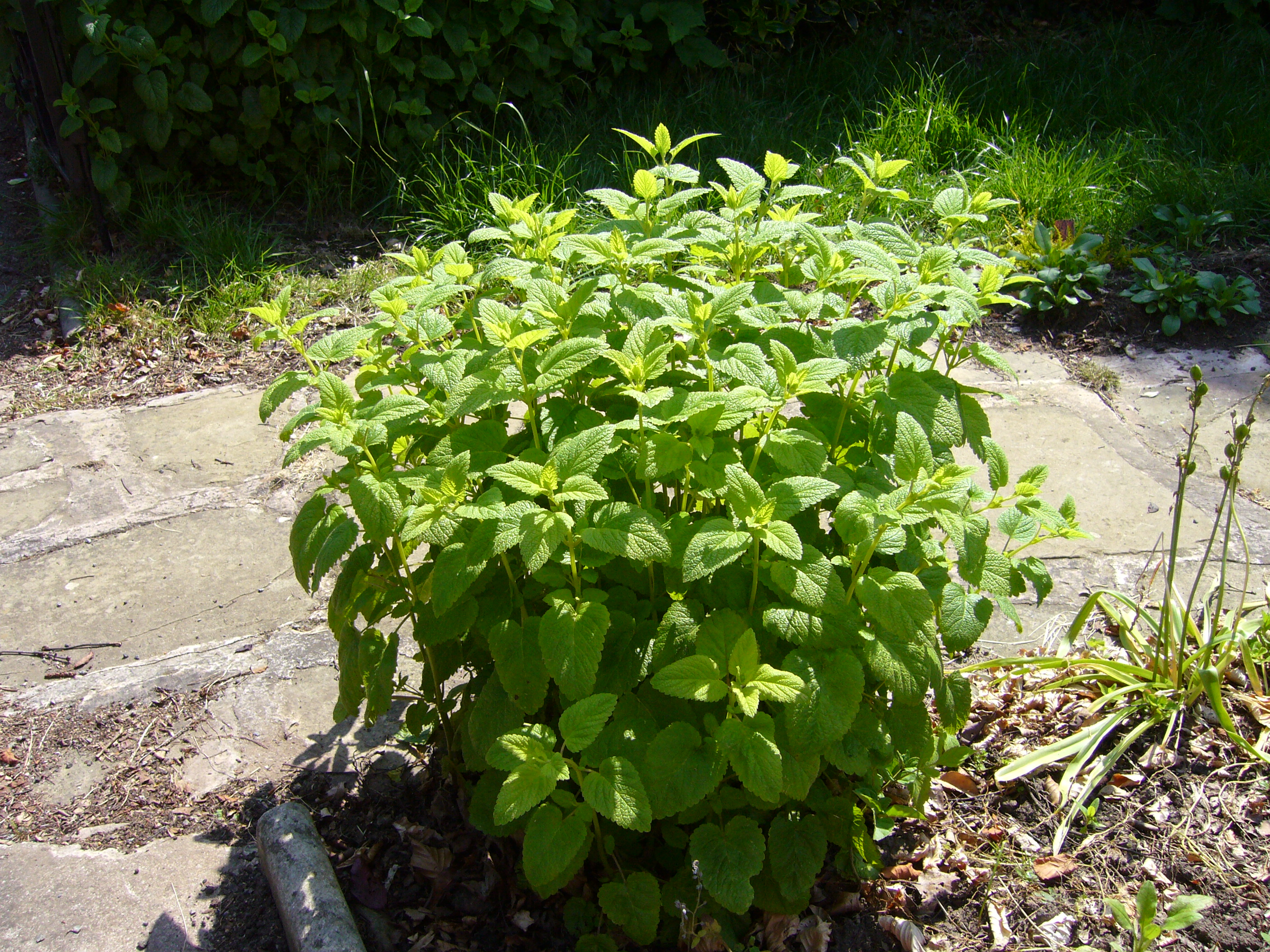
Растение
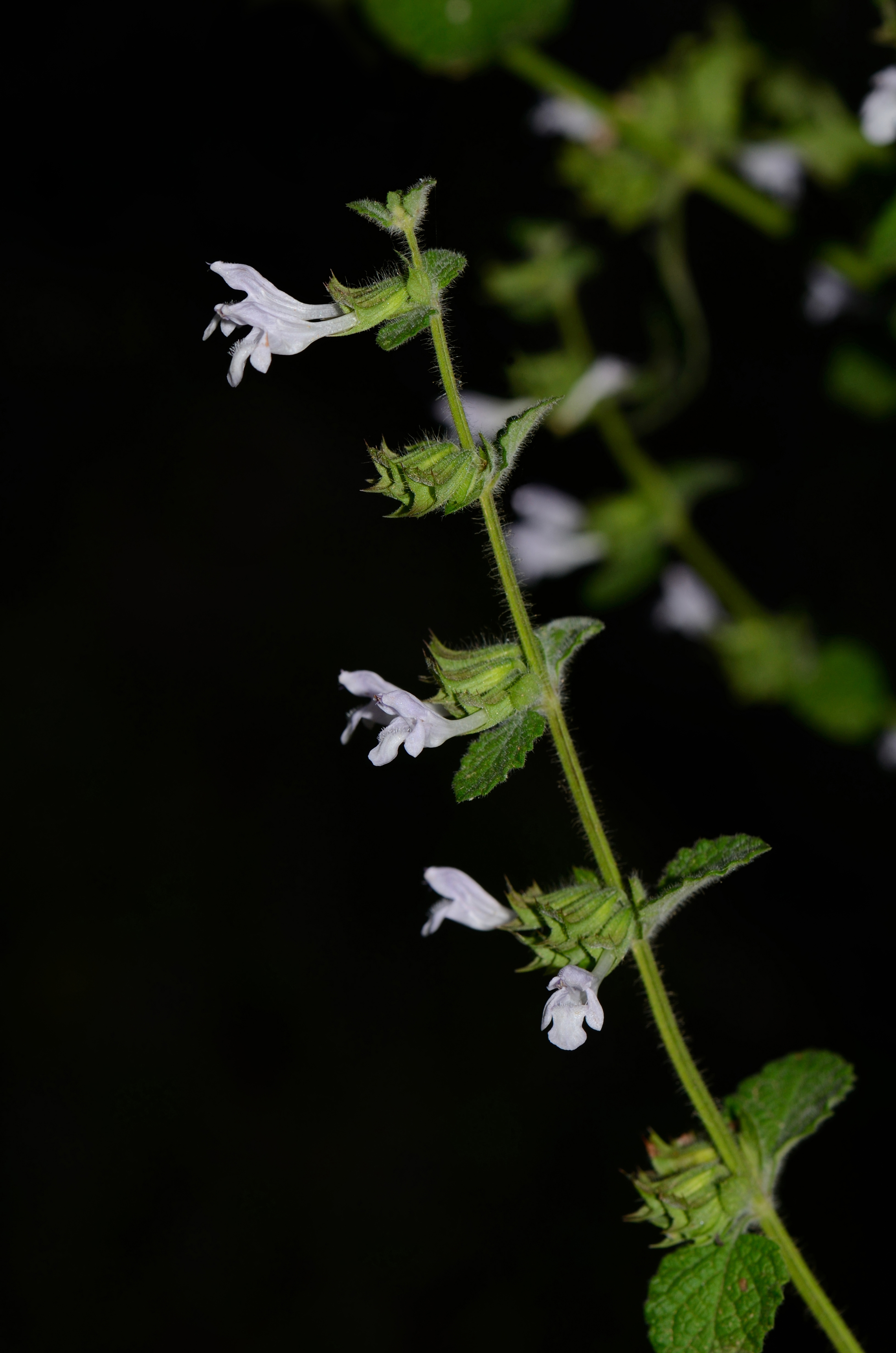
Цветы мелисы
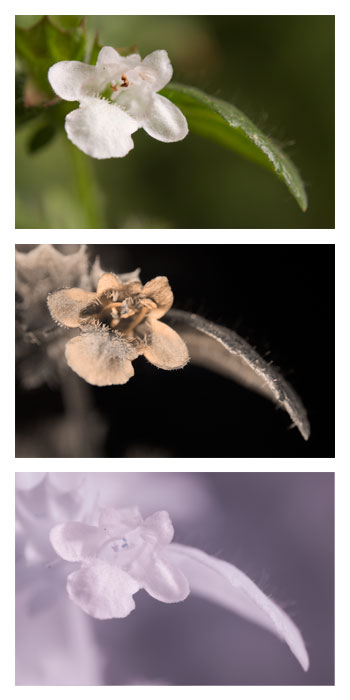
Спектральное сравнение показывает направление нектара в УФ
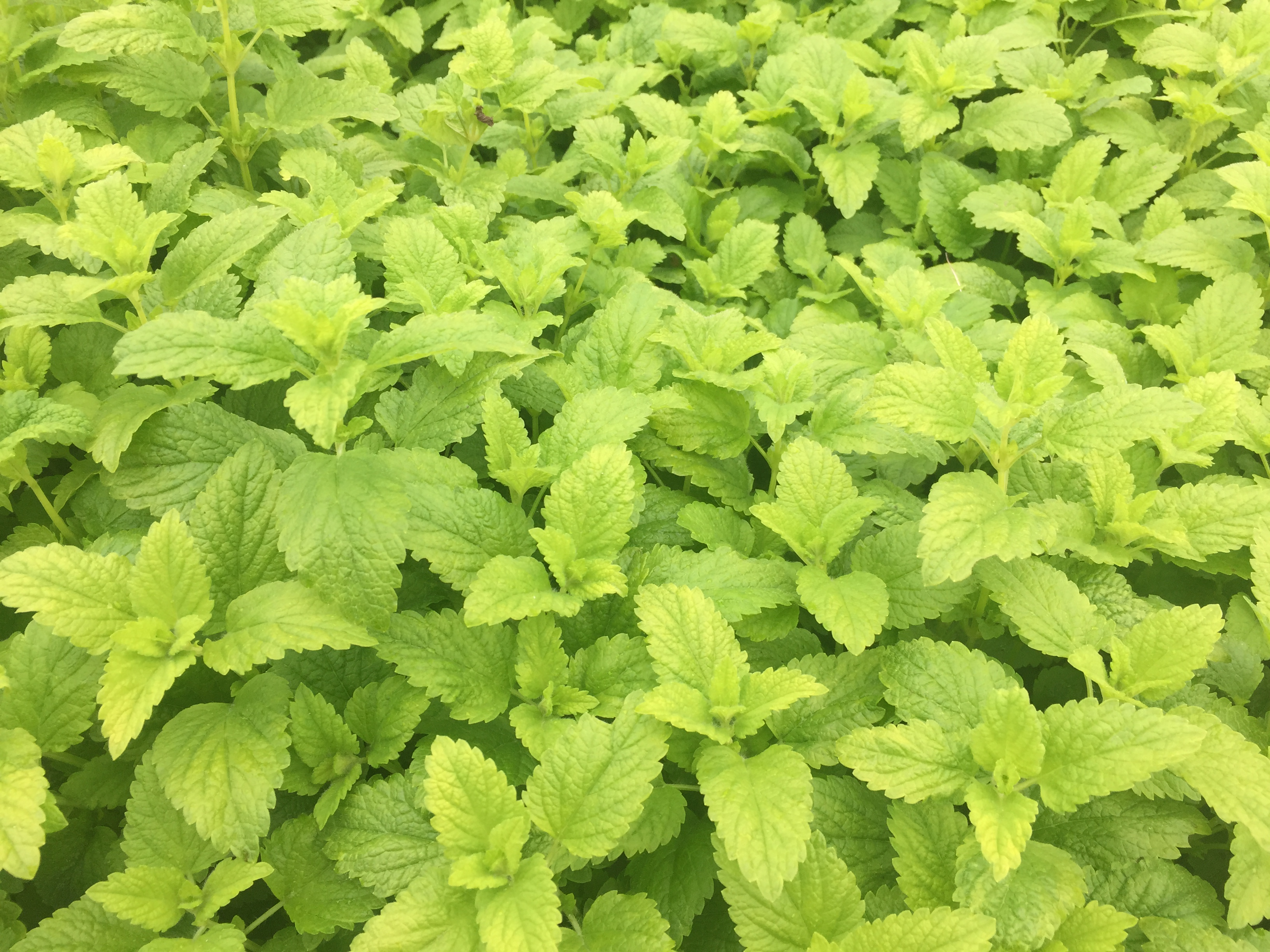
Молодые побеги мелиссы лимонной в ботаническом саду УБК